# Río Macuspana
El río Macuspana es un río en el Estado de Tabasco, México.
La cuenca del río Macuspana, aporta a su vez su caudal al río Grijalva.

## Fauna
La fauna silvestre que habita en la zona que recorre el río Macuspana está conformada por: venado cola blanca, tejón, tepezcuinte, tigrillo, pecarí, mono saraguato y otros mamíferos. En cuanto a aves se tienen chachalacas, palomas, loros, tucanes. En lo que respecta a peces, se cuentan robalo, mojarra, pigüas. Dentro de los reptiles más comunes; encontramos iguanas, culebras, boas y lagartos, como también tortugas.
| Fauna en la zona de la cuenca del río Macuspana |               |                |          |                |
|                                                 |               |                |          |                |
| Odocoileus virginianus goudotii                 | Taxidea taxus | Cuniculus paca | Tigrillo | Tayassu tajacu |
|                                                 |               |                |          |                |
| mono saraguato                                  | chachalaca    | paloma         | loro     | tucan          |

|        |         |        |         |         |
| robalo | mojarra | iguana | culebra | tortuga |